# Дризе, Исаак Давидович
Исаак Давидович Дризе (23 января 1909, Почеп, Черниговская губерния — 9 октября 2010, Москва) — советский и российский художник.

## Биография
Родился в Почепе в купеческой семье, владевшей галантерейным магазином и доходным домом в центре города. C 1927 по 1931 год учился в художественно-промышленном училище при Академии художеств им И.Репина в Ленинграде. В 1936—1939 годах обучался в институте повышения квалификации художников при Московском художественном институте у Б. В. Иогансона и Л. Ю. Крамаренко. В 1950-е годы — в мастерской Р. Фалька, покровительствовавшего ему. Художник освоил и сохранил в своём творчестве традиции русской школы живописи начала XX века, традиции «Бубновый валет».
Исаак Дризе — мастер портрета, но более известен пейзажами и натюрмортами. Он создаёт портреты родных и близких, всегда характерные, яркие, их более сотни. Из них можно составить галерею людей, живших в России в прошлом столетии. Среди них физик Л. Д. Ландау, авиаконструкторы С. В. Ильюшин и Н. Н. Поликарпов, клоуны Олег Попов и М. Румянцев (Карандаш), композитор Д. Д. Шостакович, актер театра и кино Л. Н. Свердлин, летчик-штурмовик В. Ф. Константинов. Но эти работы никогда не выставлялись на широкое обозрение. 
С 1957 года член МОСХа и участник  всех его групповых выставок. В 2005 году в ЦДХ состоялась совместная выставка произведений А. Софроновой, организованная галереей Веллум. На этой выставке творчество художника было представлено в основном пейзажами и натюрмортами, а лучшие его портретные работы отсутствовали. 27 сентября 2010 года в библиотеке МЕОЦ состоялась его первая персональная выставка. Многие его работы приобретены в частные собрания России, Франции, Германии, Кореи, Израиля и США.